# 體育旅遊
體育旅遊（英語：Sports tourism）大致可以分為遊客作為觀眾或積極參與者兩大種類。作為觀眾的意思即是觀賞大型球賽、賽車或奧林匹克運動會等賽事；而積極參與者可以是參加比賽（如馬拉松）的業餘運動員或參與休閒運動（如高爾夫球、滑雪、潛水等）的人。
體育旅遊為經濟帶來的收益非常可觀，單單是滑雪這個行業，在北美及歐洲每年的收益分別為500億及330億美元，而參與的人數亦以千萬計。